# Фомін Іван Олександрович
Іва́н Олекса́ндрович Фо́мін  (рос. Иван Александрович Фомин; 22 січня [3 лютого] 1872, Орел — 12 червня 1936, Москва, СРСР) — російський архітектор родом з Орла, академік Петербурзької академії мистецтв (1915). Російський художник-графік, викладач і історик архітектури.

## Життєпис
Народився в місті Орел (місто). Класичну гімназію закінчив у місті Рига. Вивчав математику в Московському університеті. 1894 року влаштувався в Імператорську Петербурзьку Академію мистецтв, але був виключений з неї за антидержавну діяльність 1896 року. Відбув у Францію, де навчався один рік. Повернувся в Москву, де пройшов іспит на отримання ліцензії на практичне будівництво.
На першому етапі будівельної творчості йому пощастило працювати з відомими майстрами російської сецесії (ранній російський модерн), серед яких Кекушев Лев Миколайович (1859—1919 ?) та Шехтель Федір Осипович (1859—1926).
Але характерні риси сецесії (гнучкі форми, гра з різними об'ємами, ігнорування властивостей будівельних матеріалів) мало відбилися на художній манері митця. 1900 року архітектор виконав перший власний об'єкт (будинок в Скатертному провулку). 1902 року Іван Фомін разом із І. Є. Бондаренко та Ф. О. Шехтелем сприяв організації в Москві виставки «Мистецтв та архітектури Нового стилю». Метою виставки була спроба згуртувати архітекторів і створення нового товариства архітекторів, однак зафундувати тоді фахове товариство не вдалося.

## Неокласицизм і неопалладіанство Івана Фоміна
Початок 20 ст. відбився в художній свідомості митця і в його практиці зверненням до стилістики неокласицизму і неопалладіанства. 1904 року він навіть оприлюднив статтю в журналі «Мир Искусства» з програмним захистом архітектури петербурзького ампіру. Це не було лише милуванням колишнього стилю і даниною ретроспективізму членів товариства Світ мистецтва. Він почав практикувати стилістику неокласицизму в проєктах палацу-будинку Половцова в Петербурзі та в садибі Холомки науковця Андрія Гагаріна. Як історик архітектури брав участь у створенні енциклопедичного видання «Історія російського мистецтва», товариство якого очолював Грабар І. Е. В цей же період розпочалася його діяльність як художника-графіка. Ще 1909 року він виборов у Петербурзькій Академії звання «архітектор-художник». Це надало йому право на пенсіонерську подорож за кордон, Фомін відбув у Європу, де виконав велику партію офортів. 1911 року Іван Фомін організував «Історичну виставку архітектури». Брав участь в увічненні пам'яті вояків з нагоди 110-річчного ювілею Вітчизняної війни 1812 р. (проєкти обелісків воякам у містах Борисів та Вітебськ).

## Містобудівний проєкт «Новий Петербург»

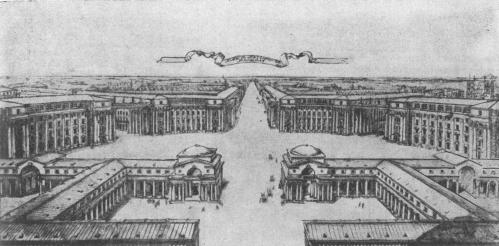
Забудова острова Голодай, проєкт 1912 р.

В Петербурзі на зламі 19-20 ст. виникає новий багатий район на Кам'яноостровському проспекті. Ліворуч від проспекту залишалась незабудована земельна ділянка на остові Голодай (викривлена російська назва від Холідей, майдан для свят). Ще 1911 року британська девелоперська компанія придбала східну частину острова Голодай і запланувалатам будівництво нового житлового району для багатіїв і представників середнього класу. Проєкт головної магістралі нового району й доручили створити Івану Фоміну та Федіру Лидвалю. Фомін повністю відмовився від хаотичної і еклектичної забудови Кам'яноостровського проспекту, а звернувся до цілісної ансамблевої забудови на кшталт Карла Россі і стилістики ампіру та неопалладіанства. Район прикрасили б нові площі з колонадами і купольними павільйонами, вельми знайомими по садибній архітектурі Російської імперії.
Проєкт став найбільш амбітним серед творів Фоміна. Лише розпочата 1914 року 1-ша світова війна зашкодила реалізувати цей амбітний проєкт в тодішній російській столиці. Встигли вибудувати лише два будинки в стилістиці неопалладіанства. Проєктні кресленики Івана Фоміна були передані згодом в Академію мистецтв, де роками вивчались радянськими студентами Художнього інституту імені Рєпіна.

## Проєкти

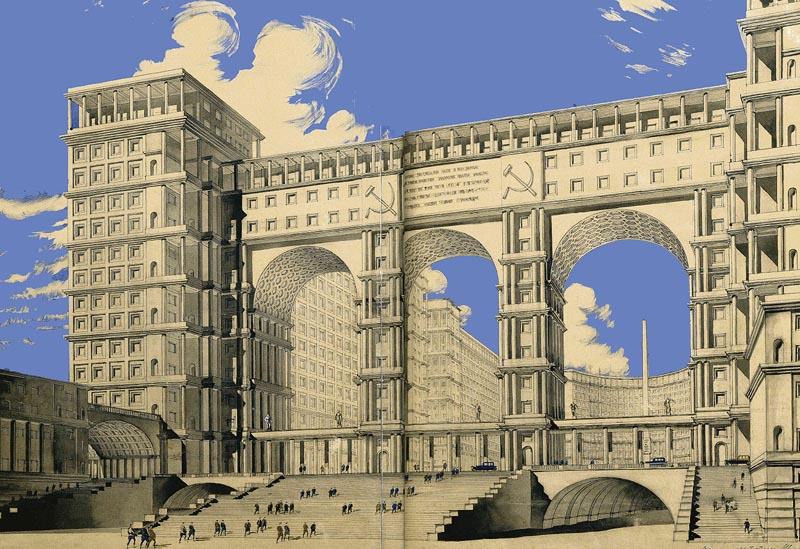
Наркомат важкої промисловості, конкурсний проєкт, 1934 р.

Іван Фомін проєктував забудови в Петербурзі, в Криму і на Поділлі, зокрема садиби в Хмільнику (1911 — 15), в яких помітне навернення до російського класицизму. Брав участь у конкурсах на забудову Урядової площі і Контрактового будинку в Києві (1936) та будинку Земського банку в Одесі, проєктував (спільно з архітектом П. Абросімовим) будинок Ради міністрів УССР (1934 — 37).

## Участь в радянських архітектурних конкурсах
- Курський вокзал, 1932—1934
- Палац з'їздів компартії СРСР, 1932—1933
- Наркомат важкої промисловості, 1934
- Станції московського метро, 1934

## Радянський період митця
Іван Фомін не емігрував з країни, як мільйони мешканців Петербурга і околиць. Він робить проєкти нової забудови Петрограда, серед них і проєкт нового розпланування Марсового поля, перетвореного на сквер і меморіальне кладовище жертв революції. Фомін будує не тільки в Петрограді, а і в Москві (Палац культури робітників Московсько-Нарвського району (1919 р.),) та інших містах європейської частини Росії (Політехнічний інститут імені Фрунзе, (Іваново-Вознесенськ, 1927 р.), Наукова бібліотека там же, Санаторій «Ударник», Железноводськ (1928 р.)

## «Пролетарська неокласика»

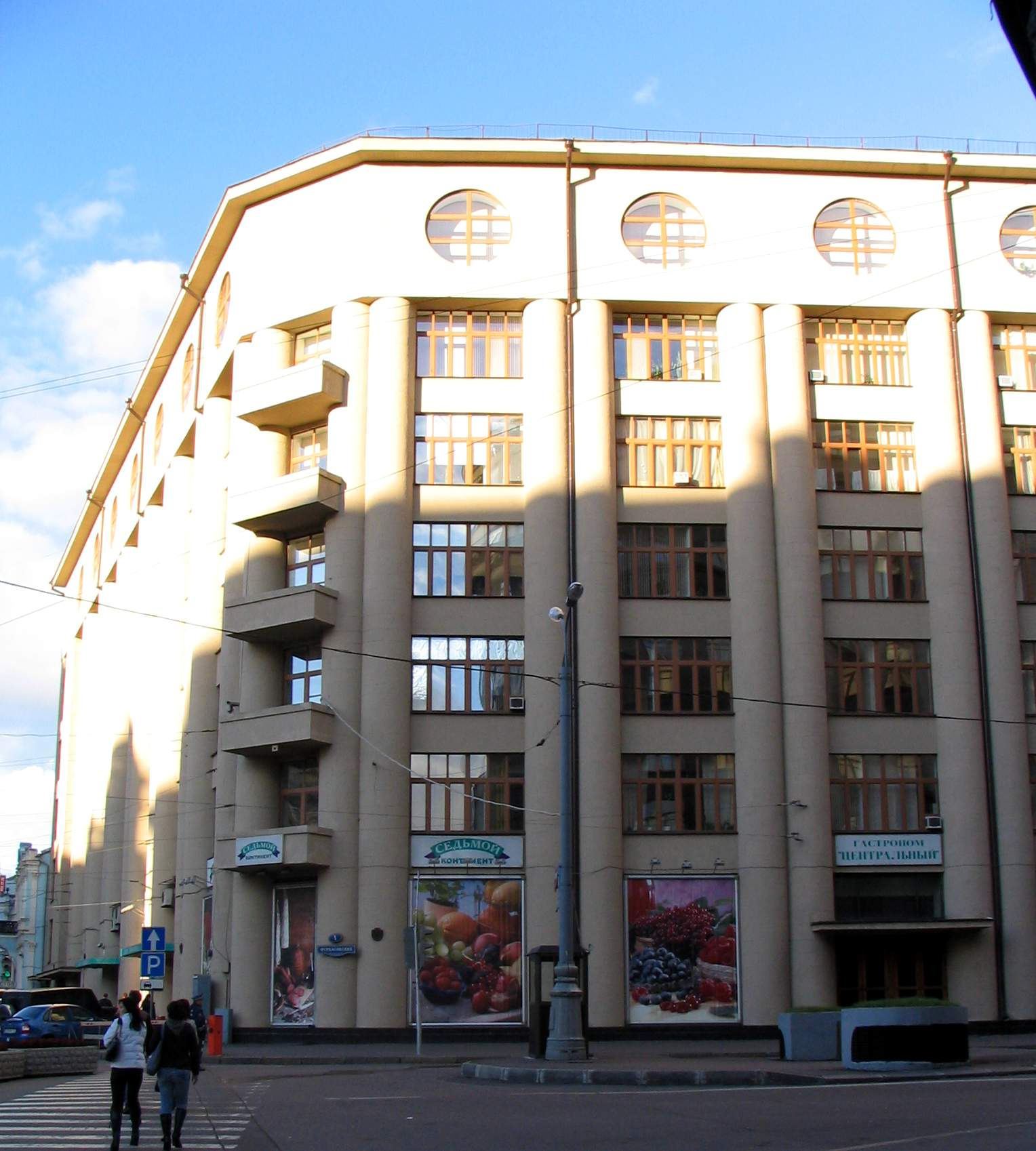
Житловий будинок товариства «Динамо», Москва

Захоплення новими політичними віяннями відбилось в розробці Іваном Фоміним в середині 1920-х нової архітектурної концепції «пролетарської класики». Вона (за Фоміним) мала надто спрощені, лаконічні і строгі форми, більш спрощені і схематичні, ніж в ампірі). В реальності їх планували відтворити в залізобетоні. Ордерний декор Фомін відкидав геть у тогочасних формах «червоної (пролетарської) дорики», вкрай її схематизувавши. Архітектор вважав, нібито сучасним вимогам архітектурної образності відповідні велетенські споруди з декором подвоєних колон без баз і капітелей, без традиційного антаблемента тощо. Він відмовлявся навіть від стін, де конструкцію споруди підтримували велетенські подвоєні колони, а віконні отвори починались відразу за колонами. Саме так декоровані ним фасади Універмагу та житлового будинку товариства «Динамо», Москва.

## Останні роки
1929 року архітектор Фомін перебрався на житло з Ленінграда в Москву. Розпочались останні роки життя і творчості. Але напружена творчість архітектора не вщухала. Він відходить і від стилістики неопалладіанства і проєктує нову забудову в стилі російського конструктивізму. Архітектурним проєктам майстра притаманні спрощені форми і гігантоманія, найбільш відчутні в проєктах Палацу з'їздів компартії, нового Курського вокзалу та Народного комісаріату шляхів сполучення СРСР. Але прийнятим до реалізації буде Палацу з'їздів за проєктом Іонафана, Курський вокзал вибудують майже через півстоліття і за новим проєктом в стилі функціоналізм.
З 1933 року Іван Фомін призначений на посаду керівника архітектурно-проєктної майстерні Московської ради № 3. Фомін не соромився братися і за не дуже масштабні проєкти нових станцій московського метро. Серед них нові станції початкового періоду «Красні ворота» та «Площа Свердлова» (перейменована на «Театральну», добудована по смерті архітектора).
До останніх величних проєктів архітектора належить будинок Ради міністрів УССР, Київ (1934—1937). Проєкт і споруда в Києві за часів сталінського режиму були визнані як зразкові і викликали низку копій на інтерпретацій.
Помер від інсульту в Москві 12 червня 1936 року. Похований в Москві на Новодівичому цвинтарі. 1951 року на могилі встановлений пам'ятник (автори: скульптор Георгій Мотовилов, архітектор Михайло Мінкус).

## Іван Фомін як графік

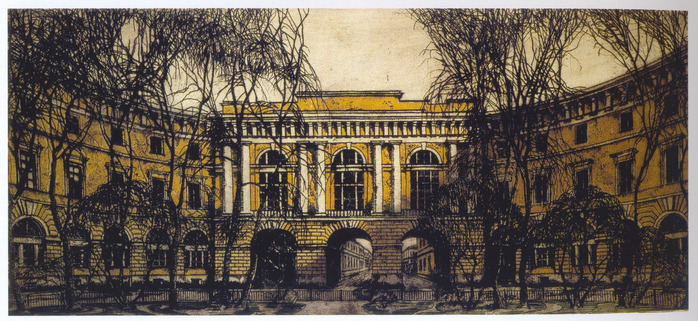
І. О. Фомін. Петербург. Чернишова площа, 1910 р.

Іван Фомін відрізнявся цікавістю до малюнка як такого, як і всі митці товариства «Світ мистецтва». На художню манеру митця вплинули міські краєвиди Петербурга з його всесвітньо відомими ансамблями в стилях класицизм і ампір. Ампірна велич і вишуканість притаманні і графічним перспективам забудови острова Голодай в Петербурзі.
Але ще напередодні війни, 1909 року, митець (тоді ще студент) виконав конкурсний проєкт — «Курзал на Мінеральних Водах», за який отримав звання «архітектор-художник». Він отримав також право на пенсіонерську подорож за кордон, відбув у Європу, де виконав велику партію офортів. Свідченням зацікавленості в малюванні була і друкована графіка майстра.

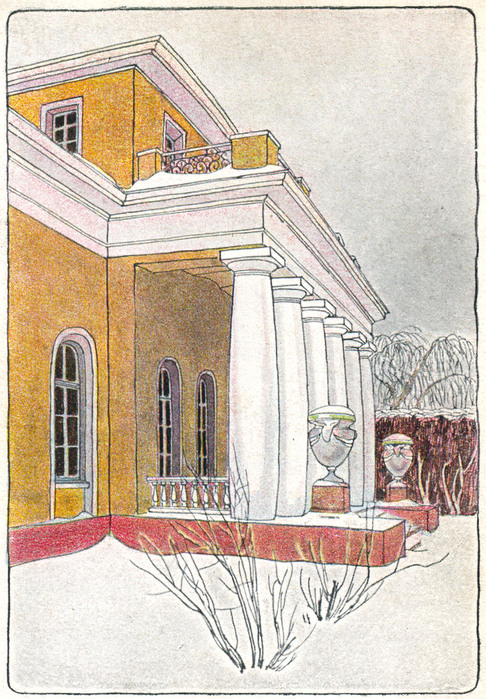
Садиба Леонтьєвих
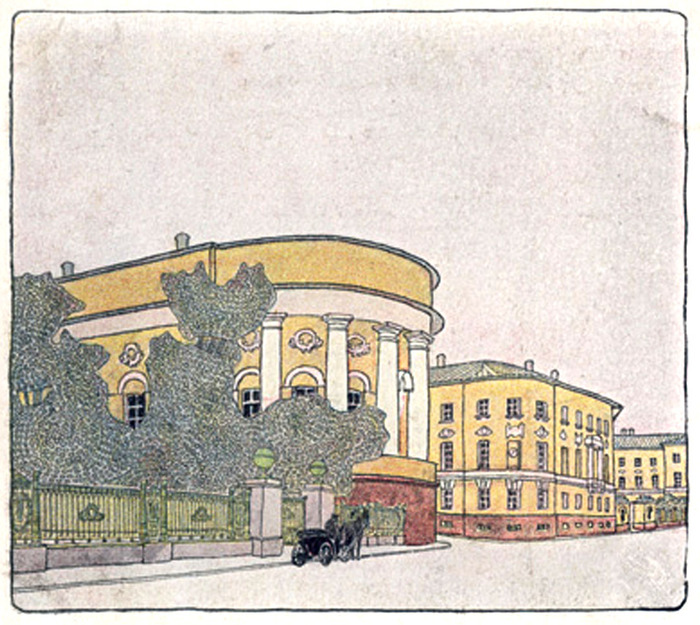
Університетська церква Св. Тетяни. Москва
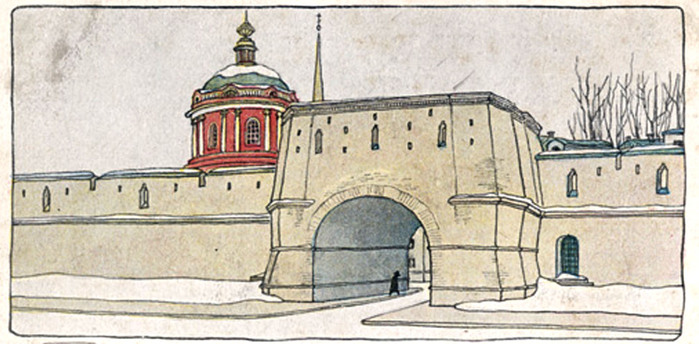
Проломні ворота
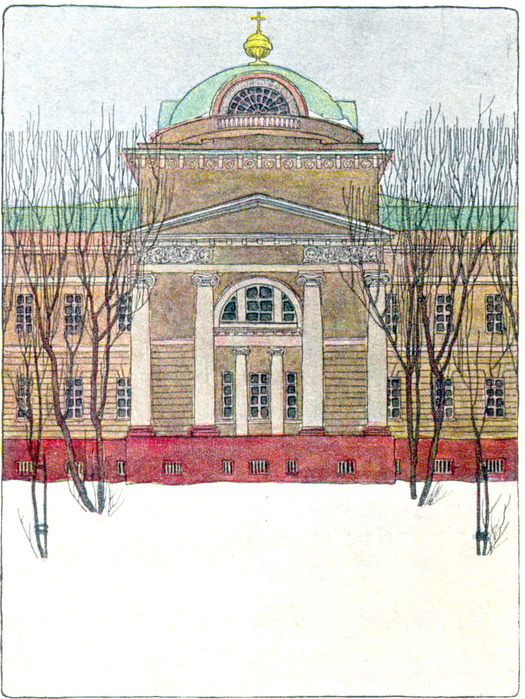
Міська лікарня Москви
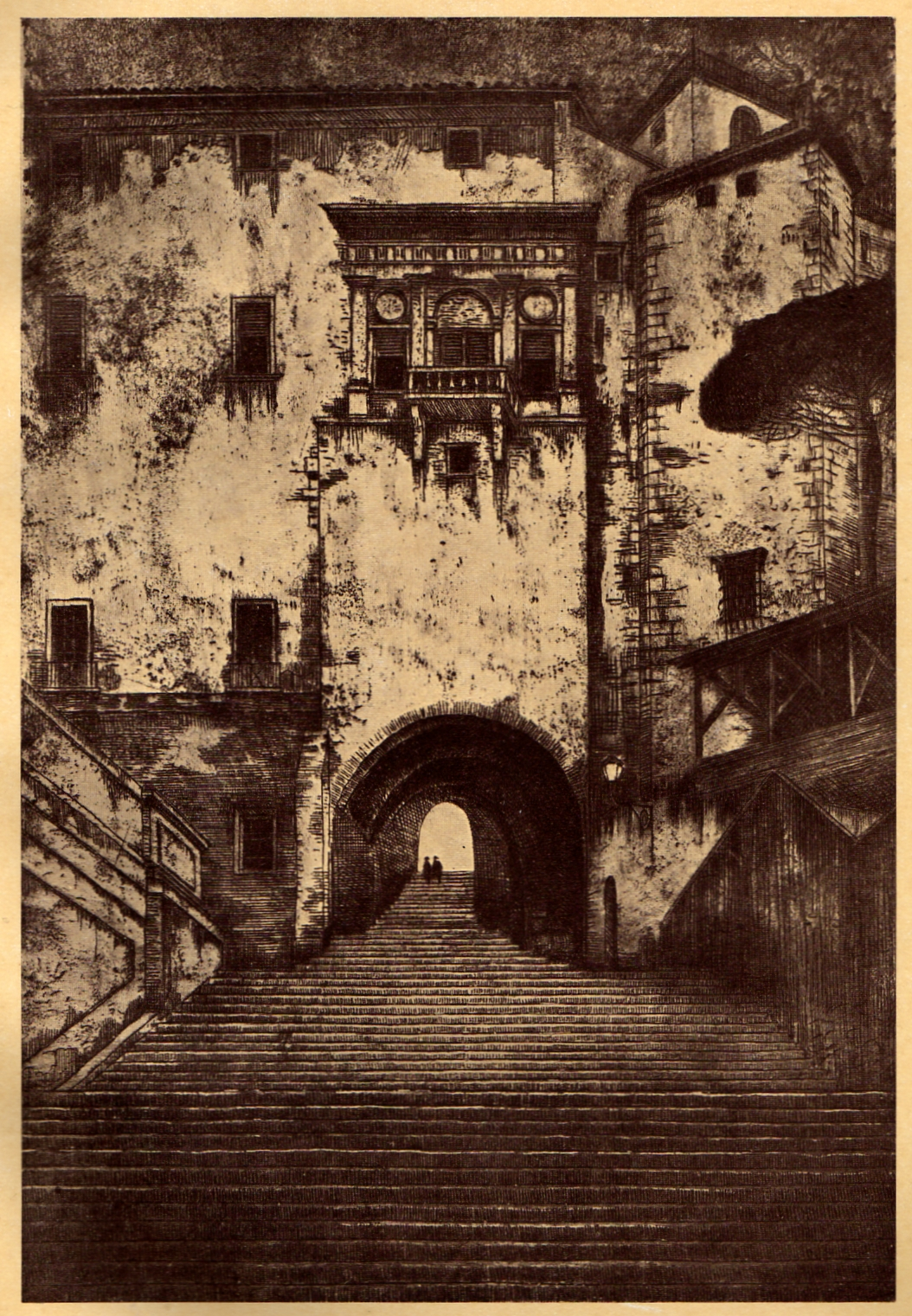
Віа Кавур. Вежа палацу Борджа в Римі, 1912 р.

## Вибрані твори

Запроєктований будинок Радміну

- Садиба Холомки, Псковська область. (Відновлена)
- Садиба Хмільник, Україна, потребує реставрації
- Реконструкція Художнього театру, Москва.
- Особняк Рябушинського, Москва (участь в проєкті, збережений)
- Будинок-палац Половцова, Кам'яний острів, Петербург (1911–1913 рр.)
- Міський будинок-палац князя С. С. Абамелік-Лазарева, Петербург (збережений)
- Забудова острова Голодай «Новий Петербург», реалізована частково.
- Обеліски воякам в містах Борисів та Вітебськ (1912 р.)
- Палац культури робітників Московсько-Нарвського района (1919 р.)
- Проєкт радянського розпланування Марсова поля в Петербурзі (реалізовано)
- Політехнічний інститут імені Фрунзе, (Іваново-Вознесенськ, 1927 р.)
- Наукова бібліотека (Іваново-Вознесенськ)
- Санаторій «Ударник», Железноводськ (1928 р.)
- Універмаг та житловий будинок товариства «Динамо», Москва
- Народний комісаріат шляхів сполучення СРСР (Будинок міністерства шляхів сполучення СРСР), Москва
- будинок Ради міністрів УССР, Київ (1934—1937)
- Станція метро «Красні ворота», Москва
- Станція метро «Площа Свердлова», Москва

## Галерея

Садиба Холомки, архівне фото (збережена).Садиба Холомки, архівне фото (збережена).
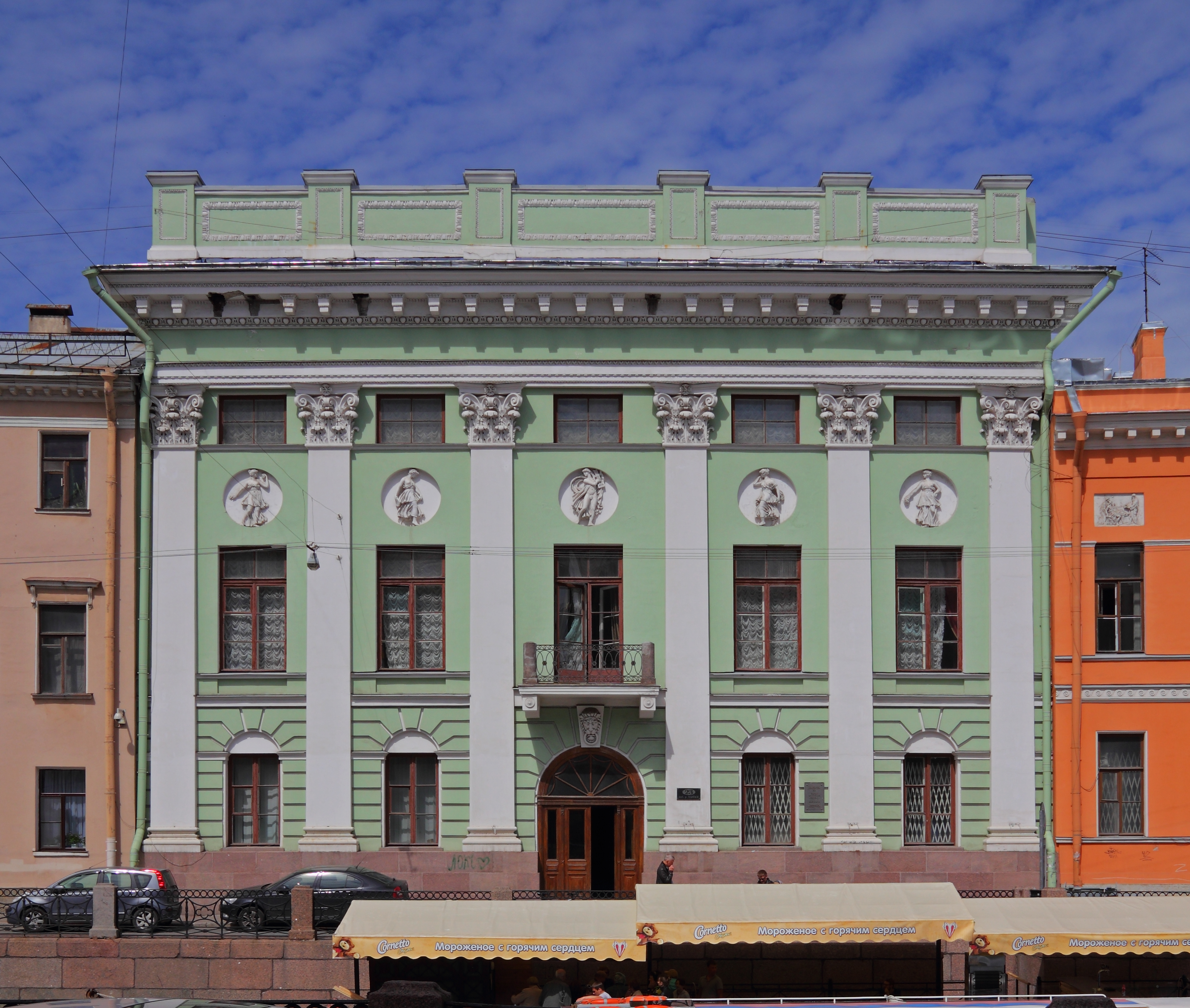
Міський будинок-палац князя С. С. Абамелік-Лазарева, Петербург
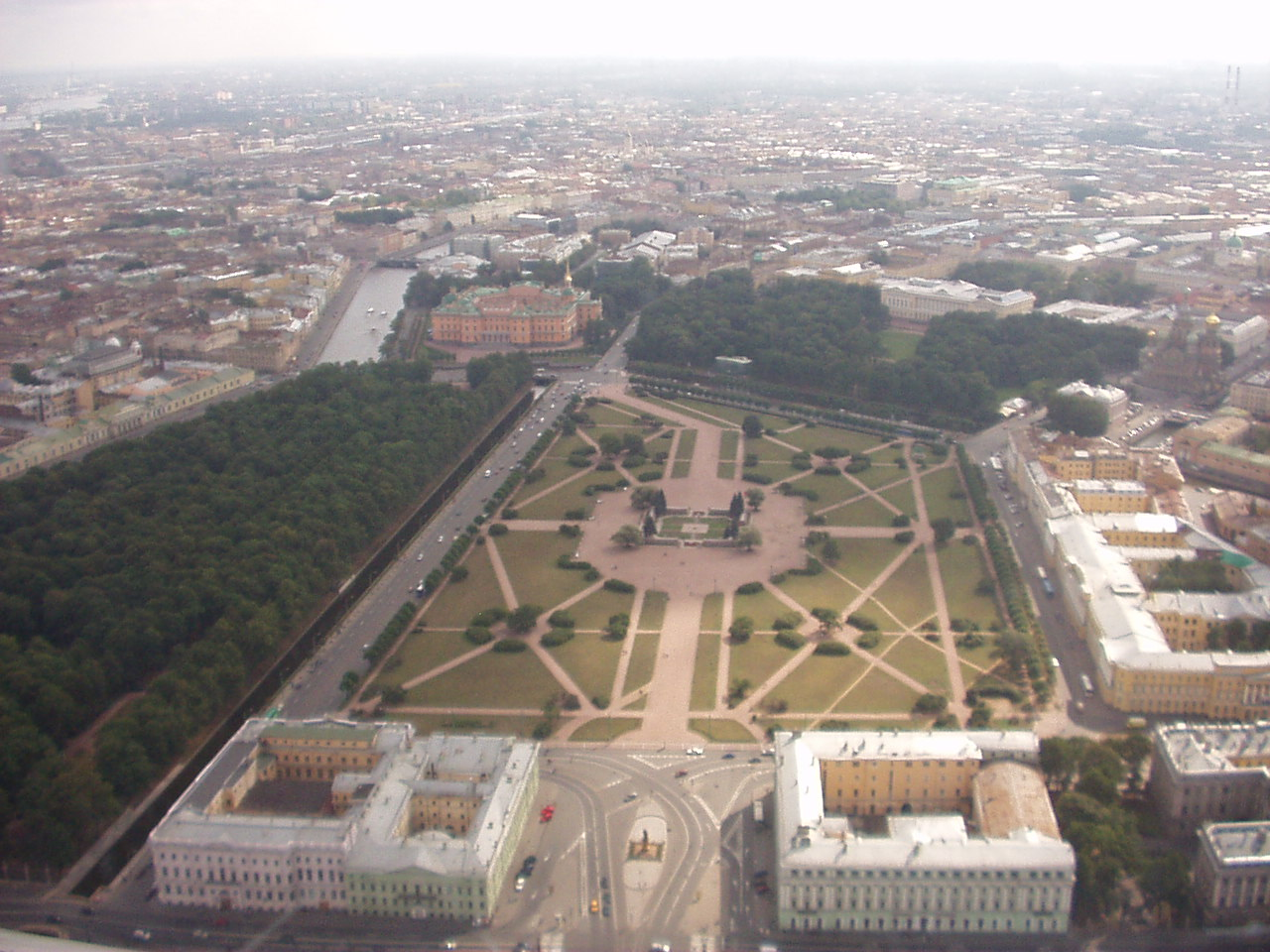
Проєкт радянського розпланування Марсова поля в Петербурзі (реалізовано)
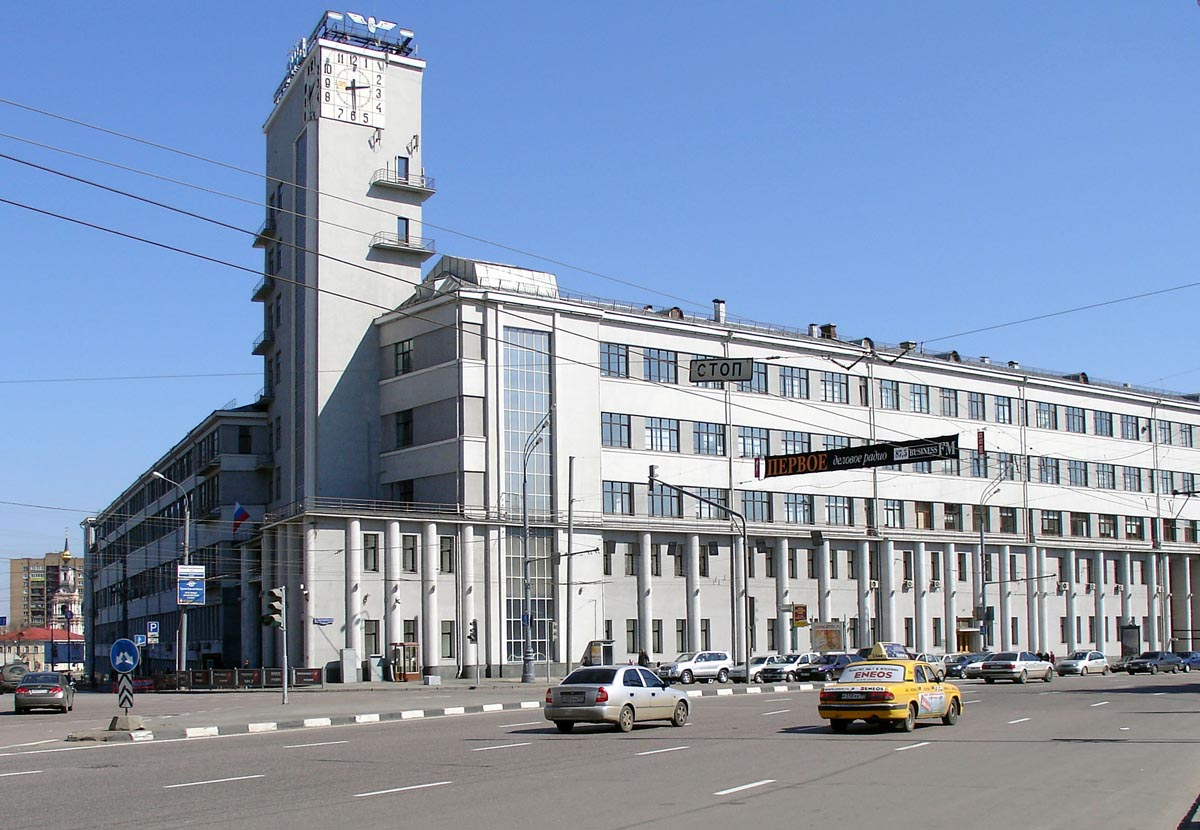
Будинок міністерства шляхів сполучення СРСР, Москва
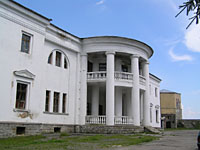
Палац графа Ксидо, Хмільник
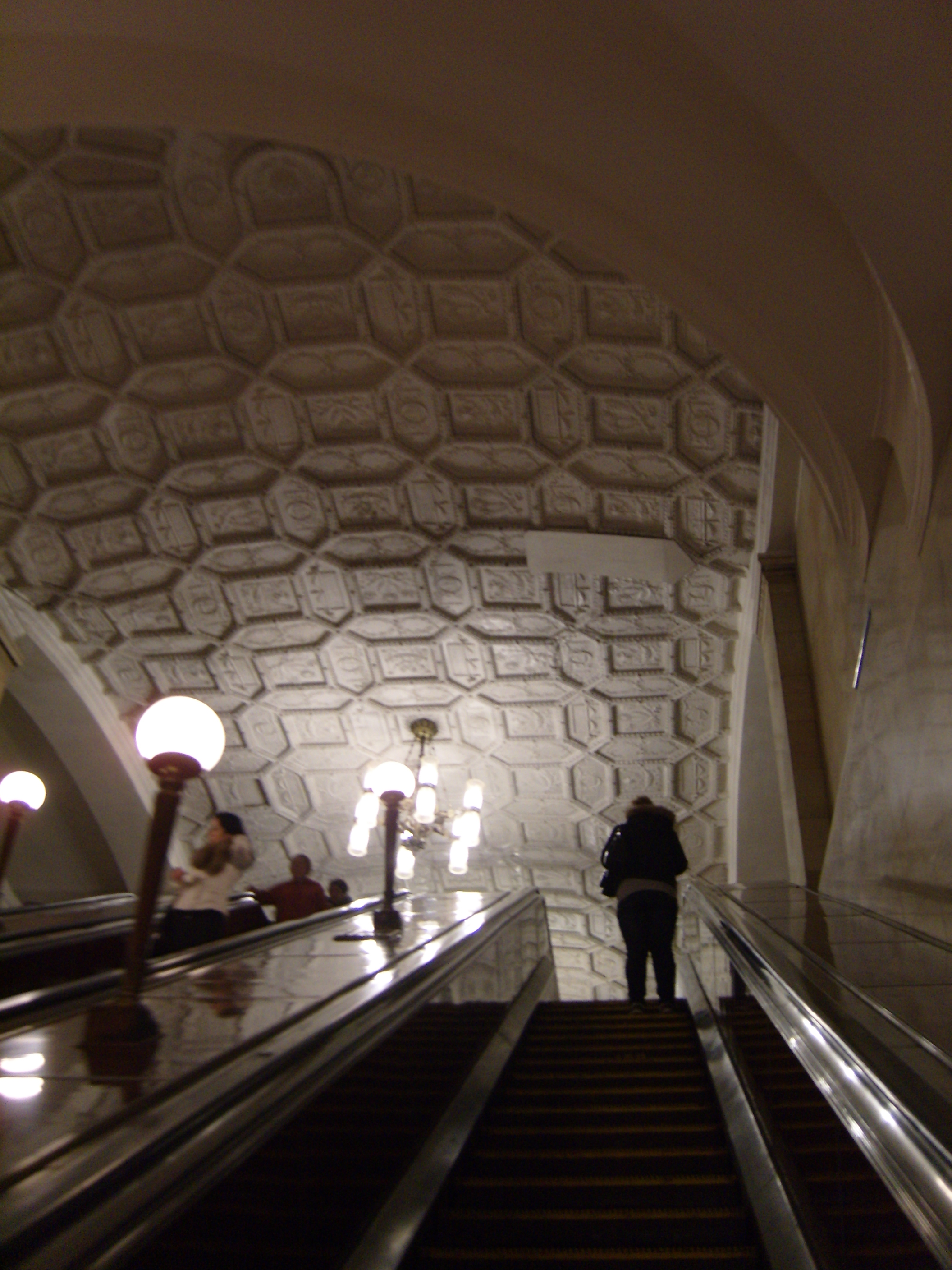
Станція метро «Красні ворота», Москва